# 膳所城事件
膳所城事件（ぜぜじょうじけん）は、慶応元年（1865年）、膳所藩の尊王攘夷派11人（膳所藩十一烈士）らが第14代将軍徳川家茂暗殺計画の嫌疑で逮捕・投獄された事件。
長州征伐の指揮を執るために徳川家茂が上洛することになり、膳所城に一泊する予定であった。
慶応元年10月21日（1865年12月8日）、膳所藩十一烈士はいずれも切腹または斬首された。

## 膳所藩十一烈士
- 保田正経
- 田河武整
- 阿閉信足
- 槙島光明
- 森祐信
- 高橋正功
- 高橋幸佑
- 関敏樹
- 渡辺緝
- 増田正房
- 深栖當道